# سليح
السليح أو أبْرَم (باللاتينية: Erucaria) جنس نباتي يتبع الفصيلة السليحية من رتبة الكرنبيات. يضم تسعة وثلاثين نوعا مقبولا وثلاثة أنواع لم يحسم أمرها بعد. موطن معظمها الوطن العربي.

## من أنواعهالواطنةفي الوطن العربي
- السليح الإسباني (باللاتينية: Erucaria hispanica) في بلاد الشام ومصر واليونان وإسبانيا
- السليح الإسليحي (باللاتينية: Erucaria cakiloidea) في بلاد الشام
- سليح أوليفييه (باللاتينية: Erucaria ollivieri) في المغرب العربي
- سليح بورنمويلر (باللاتينية: Erucaria bornmuelleri) في بلاد الشام
- السليح الريشي (باللاتينية: Erucaria pinnata) في بلاد الشام ومصر والمغرب العربي
- السليح سميك الأوراق (باللاتينية: Erucaria crassifolia) في مصر
- السليح الشائع (باللاتينية: Erucaria erucarioides) في المغرب العربي
- السليح صغير الثمار (باللاتينية: Erucaria microcarpa) في بلاد الشام ومصر
- السليح المنقاري (باللاتينية: Erucaria microcarpa) في سيناء